# Casa Ferreres (Tortosa)
La casa Ferreres va ser un edifici de Tortosa (Baix Ebre) inclòs a l'Inventari del Patrimoni Arquitectònic de Catalunya. Va ser enderrocada l'estiu de l'any 2015.

## Descripció
Era un habitatge entre mitgeres, que té façana al carrer Cruera i la part posterior s'obria al riu a través de l'avinguda de Felip Pedrell. Constava de planta i tres pisos. A la façana, la planta presentava dues portes, una d'accés als pisos i l'altra per a un comerç, totes dues d'arc escarser i una d'elles amb la data de 1808 gravada a la dovella central. La planta era de carreus de pedra fins a l'altura de l'arc. Als pisos s'obrien balcons de ferro i manises blanques. L'arrebossat simula carreus. A nivell de terrat, la balustrada és senzilla i decorada, a sobre, amb gerros i pinyes modernistes.

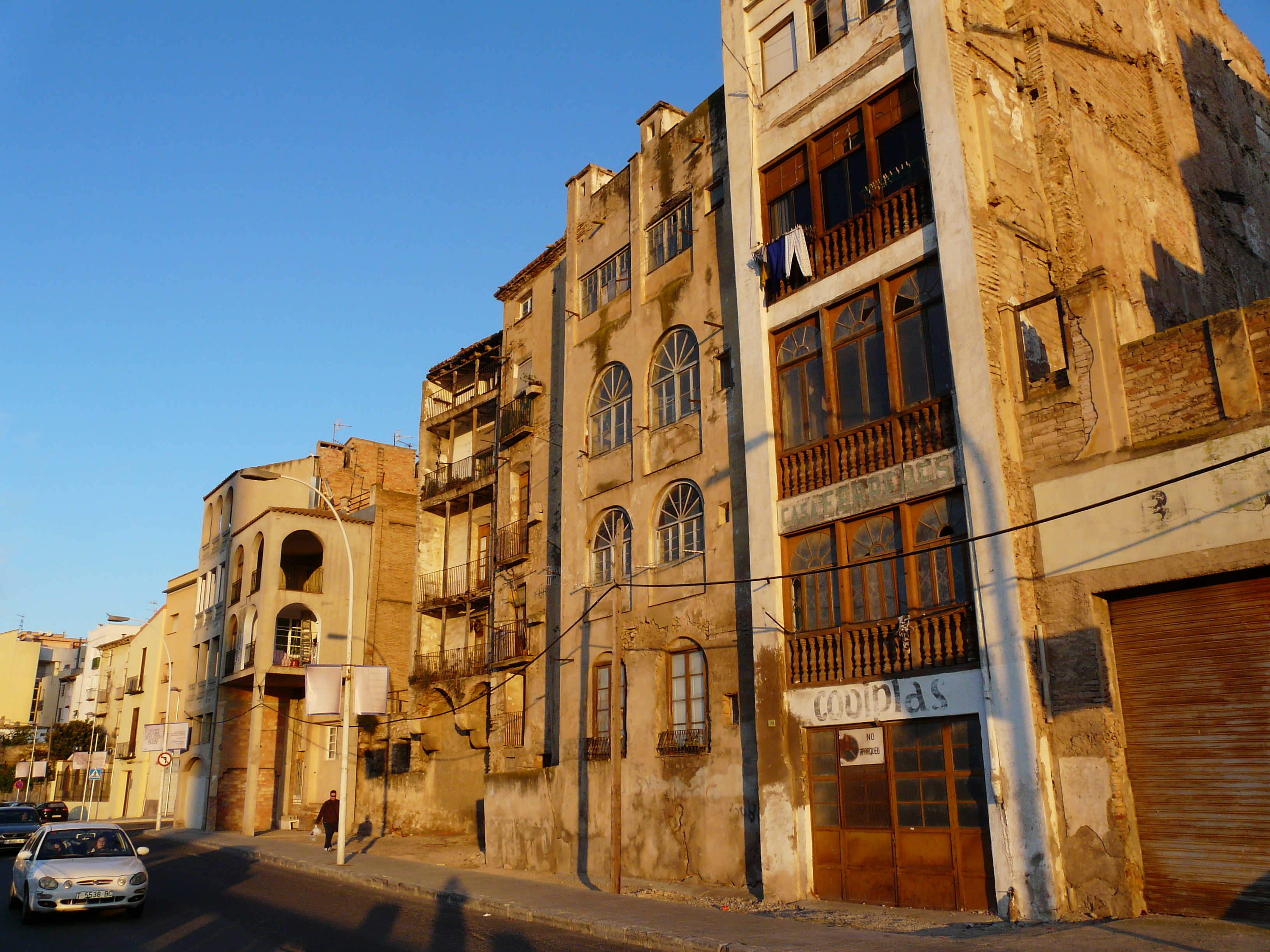
Façana posterior, que donava a l'av. Felip Pedrell i al riu.

La façana posterior s'obre mitjançant galeries tancades. Al primer i al segon pis el tancament és una barana de fusta i finestrals de mig punt amb decoració simple fent ventall en l'arc. Pintat al mur hi ha el rètol de «Casa Ferreres».

## Història
La casa s'aixeca en un lloc no edificat fins al segle xix, on al segle xvii hi havia encara un cementiri de tradició medieval. La part posterior de l'edifici comunicava fins al segle XX directament amb el riu, ja que l'avinguda de Felip Pedrell, guanyada artificialment a l'Ebre, no existia encara.
L'espai alliberat per aquest edifici i altres de veïns és un jaciment arqueològic de gran interès.